# Наскрізні поранення
Наскрізні поранення — трилер 2001 року.

## Сюжет
Стівен Сігал і DMX не на жарт розбушувалися в цьому запальному трилері Джоела Сілвер. Іменем детектива Оріна Бойда з Детройта варто було б назвати вулицю. Замість цього, після того як він днями й ночами полював за найманими політичними вбивцями, його переводять у дорожню поліцію. Хтось хоче прибрати Бойда з дороги, але йому варто прислухатися до поради: «викликай підкріплення»! Ветеран бойовиків і майстер бойових мистецтв Сігал - в ролі Бойда, детектива зі сталевою волею. DMX, зірка репу, який підкорив серця кіноглядачів у фільмі «Ромео повинен померти», грає тямущого вуличного хлопця, який може стати союзником Бойда в його боротьбі з корупцією в поліції. А може і не стати..